# Derbyshire Dales
Derbyshire Dales – dystrykt w hrabstwie Derbyshire w Anglii.

## Miasta
- Ashbourne
- Bakewell
- Darley Dale
- Matlock
- Wirksworth

## Inne miejscowości
Abney, Aldwark, Alkmonton, Ashford in the Water, Aston Heath, Atlow, Ballidon, Baslow, Beeley, Biggin, Biggin by Hulland, Birchover, Blackwell in the Peak, Bonsall, Boylestone, Bradbourne, Bradley, Brailsford, Bradwell, Brassington, Callow, Calver, Carsington, Chelmorton, Cressbrook, Cromford, Crowdicote, Curbar, Doveridge, Edensor, Edlaston, Elton, Eyam, Flagg, Foolow, Friden, Froggatt, Godfreyhole, Great Hucklow, Great Longstone, Grindleford, Grindlow, Hackney, Hartington, Hassop, Hathersage, Hognaston, Hopping Hill, Horse Dale, Hulland, Hulland Ward, Hungry Bentley, Kirk Ireton, Kniveton, Little Hucklow, Litton, Mapleton, Marston Montgomery, Matlock Bath, Mercaston, Middleton-by-Wirksworth, Middleton-by-Youlgreave, Monyash, Osmaston, Over Haddon, Parwich, Pikehall, Pilsley, Rodsley, Rowland, Rowsley, Sheldon, Shirley, Snelston, Stoney Middleton, Sturston, Sudbury, Taddington, Thorpe, Tideswell, Tissington, Wardlow, Wheston, Winster, Yeaveley, Youlgreave.